# Спијацо (Леко)
Спијацо је насеље у Италији у округу Леко, региону Ломбардија.
Према процени из 2011. у насељу је живело 116 становника. Насеље се налази на надморској висини од 330 м.